# 佐托
佐托（義大利語：Zottone，– 591年）是意大利南部的伦巴底人军事将领。他通常被认为是571年创建贝内文托公国的人，并是其第一任公爵。
佐托于570年8月带领着他的军队攻破坎帕尼亚，击退了当地的拜占庭人。他将自己的营地定在贝内文托，其在此后成为了这个新公国的首都。此后佐托试图在581年夺取那不勒斯，但以失败告终并不得不取消围城战。
作为公爵他是半独立的，意大利半岛北部处在伦巴第国王奥塔里的控制下，对南方并没有多少影响。即便如此，佐托最终还是于589年向北部的伦巴第王权臣服。
佐托于591年去世，他的侄子阿雷奇斯一世继任成为贝内文托公爵。